# Vella aspera
Vella aspera är en korsblommig växtart som beskrevs av Christiaan Hendrik Persoon. Vella aspera ingår i släktet Vella och familjen korsblommiga växter. IUCN kategoriserar arten globalt som livskraftig. Inga underarter finns listade i Catalogue of Life.